# 파비우 카르발류
파비우 레안드루 프레이타스 구베이아 카르발류(포르투갈어: Fábio Leandro Freitas Gouveia Carvalho, 2002년 8월 30일 ~)는 포르투갈 국적의 축구 선수로, 현재 브렌트퍼드 FC에서 뛰고 있다. 포지션은 공격형 미드필더와 윙어, 중앙 미드필더를 두루 볼 수 있다.